# گروولند (فلوریدا)
گروولند (به انگلیسی: Groveland) شهری در شهرستان لیک ایالت فلوریدا است که در سال ۱۹۲۲ بنیان‌گذاری شده‌است. این شهر طبق سرشماری سال ۲۰۱۰ میلادی، ۸٬۷۲۹ نفر جمعیت داشته و مساحت آن نیز ۷٫۸ کیلومتر مربع است.